# Russia cristiana

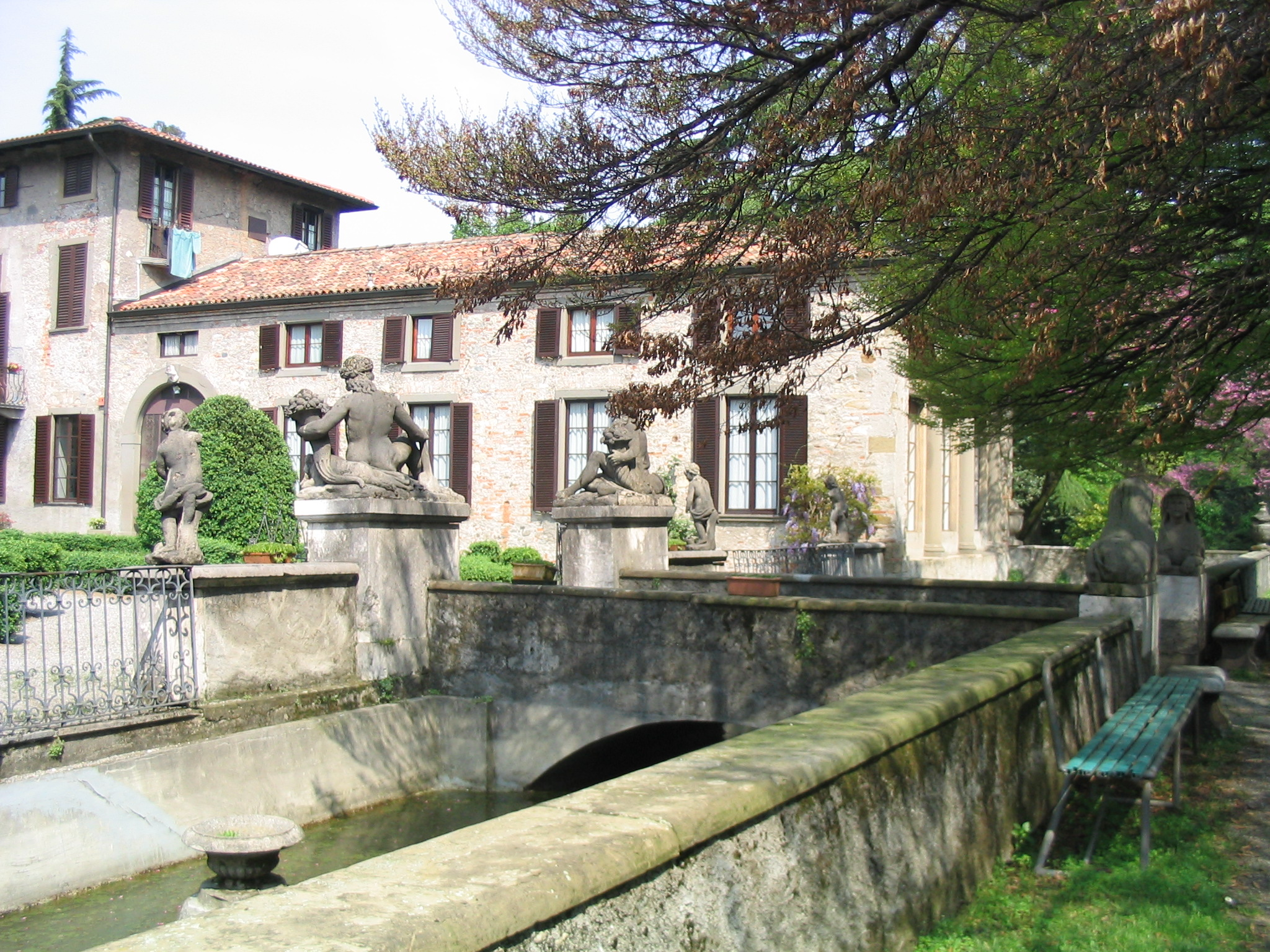
Villa Ambiveri, sede dell'associazione

Russia Cristiana (in russo Христианская Россия?, Christianskaja Rossija) è un'associazione cattolica milanese. 
L'associazione intende far conoscere in Occidente la tradizione culturale, spirituale e liturgica dell'Ortodossia, incarnate primariamente dalla loro fonte originale millenaria, la locale Chiesa ortodossa, e della Cristianità orientale, attraverso una lettura pedagogicamente ispirata, tra l'altro, dagli insegnamenti di Luigi Giussani e di Padre Romano Scalfi. Inoltre Russia Cristiana intende in egual misura favorire il dialogo ecumenico e contribuire alla presenza cattolica nel Paese eurasiatico tradizionalmente ortodosso, due aspetti tradizionalmente difficilmente conciliabili poiché causa di secolari conflitti.
L'associazione ha sede nella Villa Ambiveri di Seriate (BG) in via dei Tasca 36, donata in eredità alla primitiva organizzazione dalla cofondatrice Betty Ambiveri e per lungo tempo disputata dai familiari in sede giudiziaria verso la fine degli anni '70.

## Storia

Il gruppo dei preti fondatori di Russia Cristiana nel 1957 nel cortile di Villa Ambiveri: Padre Pietro Modesto, Don Adolfo Asnaghi, Monsignor Enrico Rodolfo Galbiati, Padre Romano Scalfi e Padre Nilo Cadonna

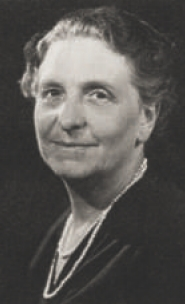
Betty Ambiveri, donatrice della sua omonima villa

L'associazione fu fondata nel 1957 ad opera di Monsignor Enrico Rodolfo Galbiati, di Betty Ambiveri, di Padre Pietro Modesto, di Padre Nilo Cadonna, di Don Adolfo Asnaghi, di Don Armando Bisesti e di Padre Romano Scalfi, quest'ultimo recentemente spesso presentato come unico fondatore, malgrado lui stesso lo smentisca, per esempio qui: "A tutto diritto Galbiati va considerato un cofondatore di "Russia Cristiana", assieme a Pietro Modesto, Nilo Cadonna, Adolfo Asnaghi e me."
Successivamente avvicinatasi al movimento ecclesiale cattolico di Comunione e Liberazione, dall'associazione Russia Cristiana sono nate altre aggregazioni di fedeli affascinati dalle tradizioni della cristianità orientale, specialmente russa, ma con diversa ispirazione e non collegate a Comunione e Liberazione, come il Centro Russia Ecumenica, il Centro Ecumenico italo-russo Vladimir Solov'ev e l'Associazione Russia Cristiana San Vladimir, tutti fondati o ispirati dal cofondatore Padre Nilo Cadonna, del quale in Diocesi di Trento esiste un'Associazione di amici, nata dopo la sua scomparsa.

## La biblioteca Betty Ambiveri
La biblioteca Betty Ambiveri, compresa nell'elenco delle Istituzioni Culturali e Biblioteche della Lombardia, si è formata a partire dagli anni '50 grazie ad alcune donazioni di fondi librari privati, e successivamente è stata ampliata e aggiornata attraverso acquisizioni di libri in russo pubblicati in URSS e in Occidente, e di libri sulla Russia in italiano e nelle principali lingue europee. È una delle raccolte librarie sulla Russia e sull'ex-Unione Sovietica più complete presenti sul territorio nazionale.
Attualmente dispone di 27.000 volumi e di una cospicua raccolta di periodici, nonché di un archivio dati sull'ex-Unione Sovietica.
La biblioteca è divisa nei seguenti settori: arte, ateismo, diritto, dissenso, economia, filosofia, geografia, letteratura, linguistica, musica, pedagogia, politica, religione, sociologia, statistica, storia.

## Convegni e mostre
In collaborazione con istituzioni accademiche e universitarie europee, enti statali, autorevoli personalità del mondo della cultura, dal 1997 Russia Cristiana promuove dei convegni annuali per approfondire fenomeni e avvenimenti storici e culturali finora lasciati in ombra, e offrire occasioni di riflessione nella duplice prospettiva dell'Est e dell'Ovest.
Dagli anni ottanta promuove mostre sui grandi temi del mondo dell'arte, in particolar modo sulle icone bizantine e russe, sui grandi scrittori (Dostoevskij, Tolstoj, Bulgakov, Solženicyn), sui filosofi (Solov’ëv, Berdjaev, Florenskij), sui temi dell'avanguardia, del dissenso, dei martiri e dell'emigrazione russa.

## "La Nuova Europa"
Negli anni '60, con l'omonimo bimestrale, Russia Cristiana fa conoscere per la prima volta in Italia il samizdat (editoria clandestina espressione della cultura alternativa e dell'opposizione al totalitarismo).
Dal 1985 la rivista prende il titolo di L'Altra Europa, ampliando i suoi interessi a tutto l'Est.
Alla luce dei mutamenti del 1989 e delle nuove esigenze che il difficile momento attuale implica in Europa, nel 1992 il periodico diventa La Nuova Europa, luogo di dibattito e di confronto sulle problematiche sociali, culturali e religiose del continente.
Lo staff redazionale, che vanta uomini di cultura di molti paesi europei, e il ventaglio dei temi trattati (materiali d'archivio e inediti, studi e ricerche sulla cultura, arte e letteratura europee, confronti sulle problematiche di attualità, interviste, reportage e testimonianze su esperienze ecclesiali), fanno de La Nuova Europa un prezioso strumento di dialogo internazionale.

## "La Casa di Matriona"
"La Casa di Matriona" pubblica testi sulla tradizione letteraria, religiosa, filosofica ed artistica della Russia e dell'Est Europeo.
Ogni anno, inoltre, viene pubblicato (in italiano, tedesco, e russo) un libro-calendario con riproduzioni dei più grandi capolavori della pittura bizantina e russa.

## Divina liturgia
La celebrazione della liturgia cattolica secondo il rito bizantino-slavo, in uso principalmente e storicamente presso le Chiese Ortodosse, che costituiscono la stragrande maggioranza, il 96% circa, delle Chiese Cristiane Orientali, e presso la minoranza, il 4% circa, dei cattolici di rito orientale (comunemente chiamati dagli ortodossi col termine dispregiativo di "uniati") vuole introdurre al Mistero divino e assumere un significato ecumenico. Riscoperta del tesoro comune della tradizione ecclesiale, è intesa come un gesto di memoria e di comunione con la Chiesa d'Oriente, anche se da secoli il fatto che dei latini celebrino estemporaneamente in rito orientale suscita reazioni contrastanti, specialmente da parte delle Chiese Ortodosse che hanno sempre letto questo comportamento come un travestimento mimetico, in stile teatrale, estrapolato dal suo contesto, a fini aggressivi e di conquista nei loro confronti, definendolo storicamente "uniatismo", oggi considerato da esse uno dei maggiori ostacoli al dialogo con i romano-cattolici, spesso definiti "papisti".
Tra le espressioni creative di Russia Cristiana ha un posto rilevante il Coro che studia e ripropone la tradizione del canto bizantino.

## Mosca - Biblioteca dello Spirito
Nel 1991 Russia Cristiana ha iniziato a svolgere direttamente sul territorio russo il lavoro culturale ed ecumenico sviluppato sino allora dall'Italia. Per meglio aiutare la rinascita della chiesa in loco, ha incominciato a pubblicare volumi in lingua russa: classici del pensiero cattolico occidentale nel XX secolo, e strumenti per il lavoro catechetico e pastorale delle comunità cristiane.
Nel 1993 è nato a Mosca il Centro Culturale “Biblioteca dello Spirito” i cui i fondatori sono, oltre a Russia Cristiana, la Caritas diocesana di Mosca e la facoltà teologica ortodossa di Minsk.
Nel 2004 la “Biblioteca dello Spirito” è diventata un centro culturale: convegni, presentazioni di libri, mostre fotografiche, proiezioni di film vogliono approfondire il dialogo con la Chiesa ortodossa, favorendo la riscoperta delle comuni radici cristiane, e offrono una proposta educativa cristiana che sia il più possibile di ampio respiro.

## Scuola iconografica
La Scuola iconografica di Seriate è nata nel 1978. Gli esordi sono avvenuti sotto la guida di Padre "Igor" Egon Sendler SJ, iconografo iero-monaco gesuita "russipeto" di rito bizantino-slavo e artista tedesco che ha lavorato per anni al Centre d'Études Russes Saint Georges de Meudon dei Padri Gesuiti nella banlieu di Parigi, fondatore dell'Atelier St. André.
Nel 1989 una svolta decisiva è stata segnata dalla realizzazione di una grande mostra di icone russe antiche in Vaticano e dall'incontro con Adol'f Ovčinnikov, maestro del Centro di Restauro Scientifico Grabar' di Mosca.
Nel 1995 un nuovo incontro, con il monaco ortodosso Zinon di Pskov, uno dei maggiori iconografi russi. I maestri della Scuola di Seriate hanno potuto svolgere presso il suo atelier vari stage estivi.
Dal 2008, il monaco Pavel Bezchasny, un alunno dell'archimandrita Zinon, è stato un docente di iconografia presso la Scuola Iconografica di Seriate.

## Viaggi e pellegrinaggi

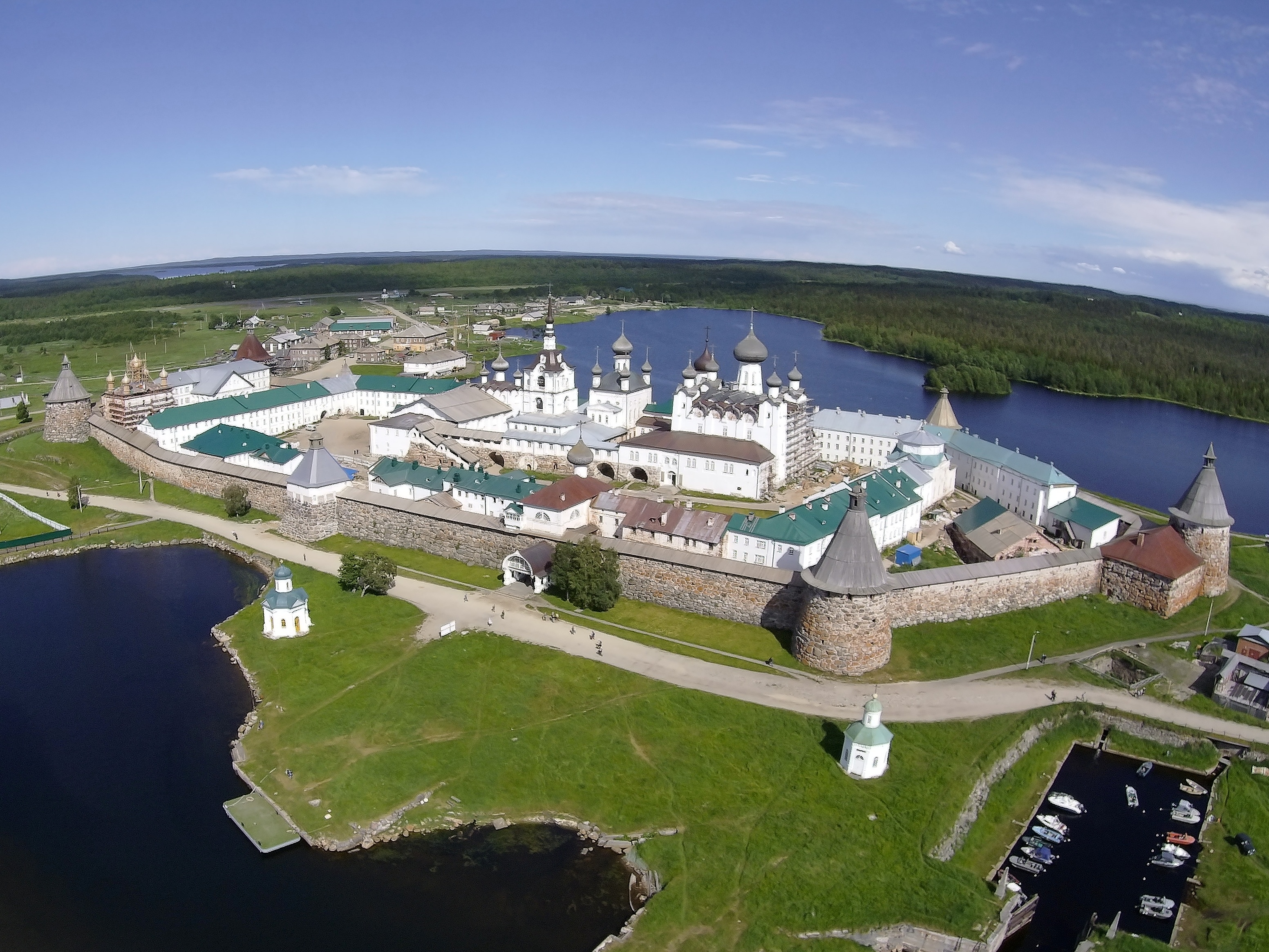
il monastero delle Solovki

Russia Cristiana organizza anche viaggi in Russia, andando sulle orme dei maestri (i luoghi di Tolstoj e Cechov), a Kazan', la capitale tartara sulla Volga, nelle città dell'Anello d'oro, nella Grecia bizantina,  in Ucraina, in Armenia, in Turchia orientale sulle tracce del popolo armeno, in Georgia, a Cipro.
Tra le mete più suggestive e significative vi sono le isole Solovki, primo lager sovietico.